# 福田朋英
福田 朋英（ふくだ ともひで、1952年 - ）は、日本の実業家、伊香保温泉・福一代表取締役社長、十七代目、群馬県経営者協会監事、伊香保温泉旅館協同組合理事長、高崎税務署管内納税貯蓄組合連合会会長、JTB協定旅館ホテル連盟会長、JTB本社取締役。

## 人物・経歴
1952年生まれ。1974年、立教大学社会学部社会学科卒業。大学卒業後、西ドイツに留学し、1977年6月、西ドイツ放送協会に入社。
日本に帰国後、1980年7月、家業の株式会社福一旅館に入社。福一は伊香保温泉に構える創業440年（2023年現在）の老舗旅館で、斎藤茂吉や横山大観など文化人にも愛された宿として知られる。
1991年7月、十七代当主として株式会社福一代表取締役社長就任。
群馬県経営者協会監事、伊香保温泉旅館協同組合理事長、高崎税務署管内納税貯蓄組合連合会会長などの公職のほか、JTB協定旅館ホテル連盟会長、JTB本社取締役（非常勤）など観光業界の要職も務めている。